# Prince and the Revolution: Live
A Prince and the Revolution: Live egy koncertalbum és koncertfilm, amelyet Prince és a The Revolution adott ki. A videó az 1985-ös syracusei (New York) koncertet tartalmazza. 2017-ben a Purple Rain Deluxe kiadása mellett jelent meg DVD formátumban. 2020. május 15-én adták ki zenei albumként digitálisan.

## Háttér
1984-85-ben a Purple Rain album sikerét kihasználva Prince az Egyesült Államokban turnézott. A turnét az Apollonia 6 és Sheila E. nyitott meg.
A koncerteket a "Let's Go Crazy"-vel nyitottak meg, amelyeke a "Delirious", a "1999", a "Little Red Corvette" és a "Take Me With U" követett, a Purple Rain és a 1999 albumokról.
Ezek után következett a "Do Me, Baby", a "Purple House", Jimi Hendrix "Red House"-ának feldolgozása, amely az "Irresistible Bitch"-vel volt összekötve. Ezt egy átmenet után követte a "Possessed", a "How Come U Don't Call Me Anymore", a "Let's Pretend We're Married" és az "International Lover", amely után a "God" óda volt hallható.
A koncertek hátrelévő részét a Purple Rain dalai követték ("Computer Blue", "Darling Nikki", "The Beautiful Ones", "When Doves Cry", "I Would Die 4 U", "Baby I'm a Star"). A "Purple Rain" 18 perces verzióját adta elő Prince, melyet hosszú gitárszólókkal ért el.

## Számlista
A Prince Vault adatai alapján.
1. "Let's Go Crazy" (5:30) (eredetileg: Purple Rain)
2. "Delirious" (2:46) (eredetileg: 1999)
3. "1999" (4:15) (eredetileg: 1999)
4. "Little Red Corvette" (5:10) (eredetileg: 1999)
5. "Take Me with U" (4:15)
6. "Yankee Doodle Dandy" (Interlude) (6:10)
7. "Do Me, Baby" (includes "Purple House" spoken intro) (4:40) (eredetileg: Controversy)
8. "Irresistible Bitch" (2:00) (eredetileg: "Let's Pretend We're Married" B-oldal)
9. "Possessed" (4:24) (később: Purple Rain Deluxe és 1999 Deluxe)
10. "How Come U Don't Call Me Anymore" (5:05) (eredetileg: "1999" B-oldal)
11. "Let's Pretend We're Married" (4:15) (eredetileg: 1999)
12. "International Lover" (1:00) (eredetileg: 1999)
13. "God" (8:30) (eredetileg: "Purple Rain" B-oldal)
14. "Computer Blue" (4:30) (eredetileg: Purple Rain)
15. "Darling Nikki" (4:00) (eredetileg: Purple Rain)
16. "The Beautiful Ones" (7:30) (eredetileg: Purple Rain)
17. "When Doves Cry" (8:15) (eredetileg: Purple Rain)
18. "I Would Die 4 U" (3:50) (eredetileg: Purple Rain)
19. "Baby I'm a Star" (10:00) (eredetileg: Purple Rain)
20. "Purple Rain" (18:24) (eredetileg: Purple Rain)

## Közreműködők
Együttes
- Prince – ének, gitár, tamburin, billentyűk
- Bobby Z. – dobok
- Brown Mark – basszusgitár
- Wendy Melvoin – gitár
- Lisa Coleman – billentyűk
- Dr. Fink – billentyűk
- Eric Leeds – szaxofon

Vendégelőadók
- Jerome Benton – táncos
- Greg Brooks – táncos
- Wally Safford – táncos
- Sheila E. – ütőhangszerek
- Miko Weaver – gitár
- Eddie M. – szaxofon
- Juan Escovedo – ütőhangszerek
- Susie Davis – tamburin
- Apollonia Kotero – ének, táncos és tamburin
- Susan Moonsie – ének, táncos és tamburin
- Brenda Bennett – ének, táncos és tamburin